# 여수시·여천군
여수시·여천군은 대한민국의 옛 국회의원 선거구이다. 당시 전라남도 여수시와 여천군 지역을 관할했다.

## 역사
제6대 국회의원 선거를 앞두고 여수시 선거구와 여천군 선거구가 통합되면서 신설되었다.
제8대 국회의원 선거를 앞두고 여수시 선거구, 여천군 선거구로 분리되면서 폐지되었다.

## 역대 국회의원
| 선거   | 정당 | 정당       | 의원   |
| ------ | ---- | ---------- | ------ |
| 1963년 |      | 민주공화당 | 이우헌 |
| 1967년 |      | 민주공화당 | 이우헌 |

## 역대 선거 결과

### 대한민국 제6대 국회의원 선거
|  | 44.35% |

|  | 29.36% |

|  | 11.80% |

|  | 6.68% |

|  | 4.22% |

|  | 3.56% |

### 대한민국 제7대 국회의원 선거
|  | 53.82% |

|  | 44.20% |

|  | 1.96% |